# Mühlenplunger
Ein Mühlenplunger, auch Stopfer oder Mahlwerksplunger, ist eine einfache Vorrichtung zur Beschickung von Gewürzmühlen und Küchenreiben mit handgetriebener Walze. Er dient dazu, das Mahlgut ohne Verletzungsgefahr dem Mahlwerk zuzuführen. Mühlenplunger bestehen zumeist aus Holz, um das Mahlwerk nicht zu beschädigen, wenn das Mahlgut aufgebraucht ist oder der Plunger versehentlich ohne Mahlgut eingeführt wird. Seltener sind Plunger aus Kunststoff. Die Form ist, der Mühle oder Reibe angepasst, meist zylindrisch oder quadratisch. Der Handgriff ist meist durch eine leichte Auskragung so gestaltet, dass der Mühlenplunger nicht in die Maschine fallen kann.